# مات ميلر
مات ميلر (بالإنجليزية: Matthew Kermit Miller )‏ (و. 1960  م) هو ممثل، ومغني، ومؤدي أصوات، وممثل هزلي أمريكي، ولد في روكفيل سينتر، نيويورك.

## التعليم
تعلم في جامعة كينت.

## وصلات خارجية
- مات ميلر على موقع IMDb (الإنجليزية)
- مات ميلر على موقع قاعدة بيانات الفيلم (الإنجليزية)
- مات ميلر على موقع ANN person (الإنجليزية)

- مات ميلر في قاعدة بيانات الأفلام على الإنترنت